# Kvicksilverlampa
Kvicksilverlampa är en ljuskälla av typen gasurladdningslampa. Lampan behöver en särskild armatur för att tändas. Kvicksilverlampan har vanligtvis en beläggning av fosfor på insidan av glaset, för att omvandla UV-strålar till synligt ljus. Detta förbättrar färgåtergivningen, eftersom lampan annars saknar rött ljus. Glaset ger även skydd mot UV-strålarna som lampan avger. Om UV-skyddet på något sätt har skadats kan gatlyktans skärm bli gulfärgad, om skärmen är av plast. Dessutom får lampan en mer turkosaktig färg. Lampan går sällan sönder helt, men tappar efter ett tag ljusstyrka samtidigt som den använder lika mycket energi. Det finns även så kallade blandljuslampor som är en kvicksilverlampa med en glödtråd inuti som fungerar som strömbegränsare.

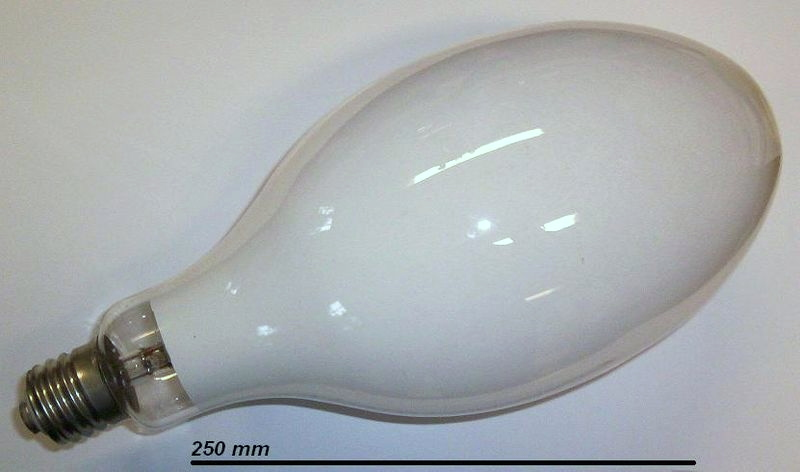
En kvicksilverlampa på 1 kW med E40-sockel

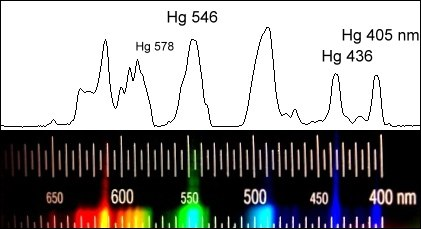
Kvicksilverlampans spektrum

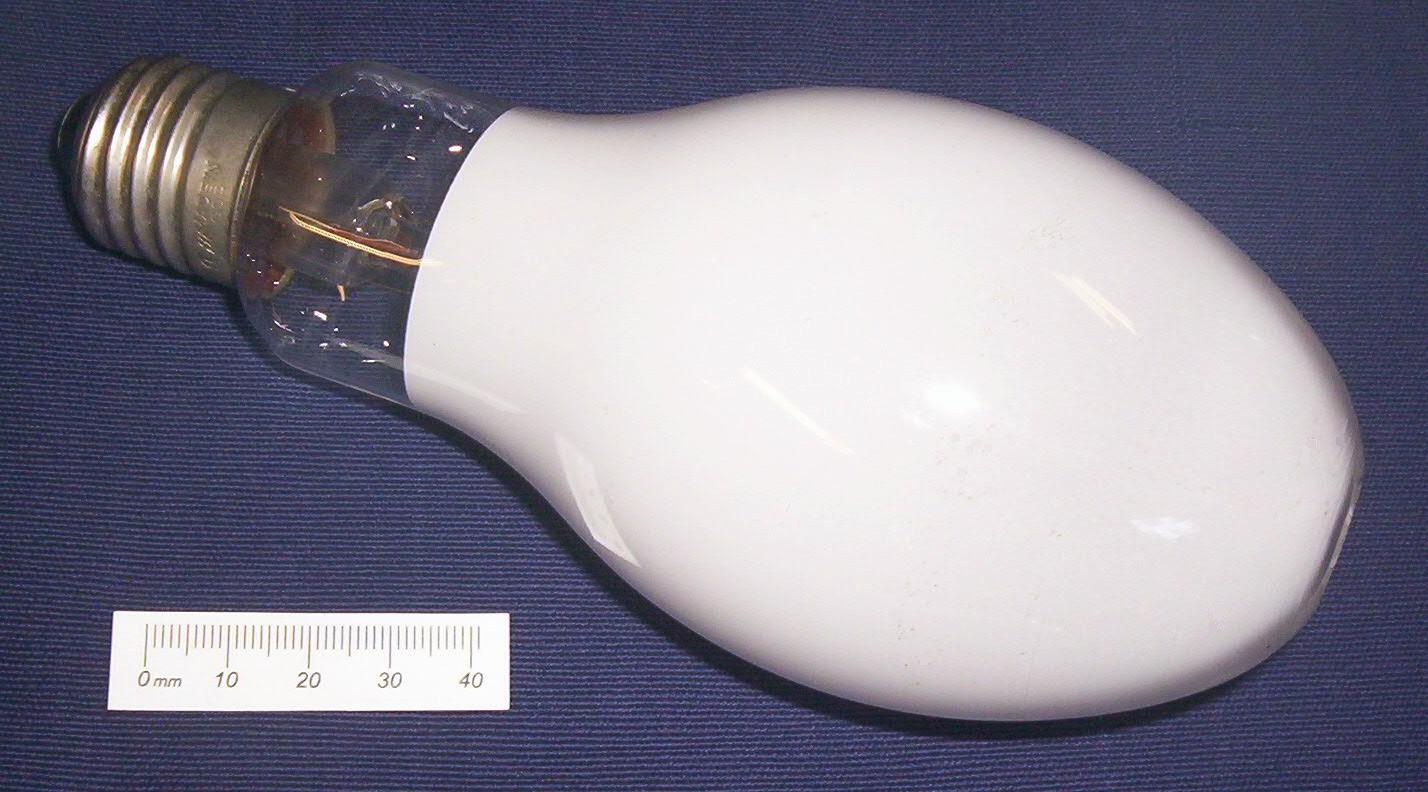
En 80 W kvicksilverlampa.

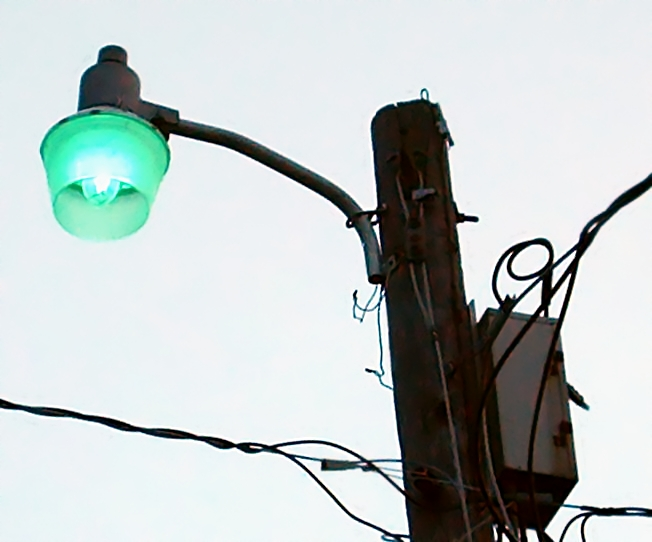
En kvicksilverlampa utan fosfor i en utomhusarmatur ca 15 sekunder efter tändning.

## Användning
Kvicksilverlampan används vanligtvis i gatlyktor eller annan utomhusbelysning, men används ibland även inomhus. Lampan avger ett vitt ljus med en svag ljust blå ton, 3000-4200 K. Kvicksilverlampan finns i 50 W, 80 W, 125 W, 250 W, 400 W, 700 W och 1000 W. Kvicksilverlampan har bra färgåtergivning jämfört med natriumlampor men är mindre energieffektiva än natriumlampor. Den har högre energieffektivitet än en glödlampa, 55 lm/W ger kvicksilverlampan kontra glödlampans 13 lm/W.

## Tändning
Det finns en speciell startelektrod inuti lampan, som är inkopplad via ett motstånd. Tack vare detta behövs ingen startanordning, vilket är fallet med lysrör. Men den behöver ett driftdon för strömbegränsning. När lampan slås på sänder ljusbågsröret först ut ett blåviolett ljus för att bara en liten del av kvicksilvret är joniserat och trycket i ljusbågeröret är mycket lågt, då det mesta av ljuset är ultraviolett. Om lampan har en beläggning av fosfor så uppfattar man ljuset rosa i början, eftersom UV-strålarna omvandlas till det och andra synliga våglängder i stort sett saknas. Om det är en klar lampa uppfattas det lilla synliga ljuset som violett. Efter ett tag bildas en ljusbåge, detta medför att lampan blir varmare och trycket i ljusbågeröret blir högre. Ljusfärgen blir då mer inom ett spektrum som det mänskliga ögat kan se, eftersom spektrumet blir större ger lampan ett ljus som ser vitt ut (med en svag blå ton). Lampan har inte samma färgtemperatur hela tiden när den är tänd, den växlar lite i färgtemperatur. När kvicksilverlampan är i drift är gastrycket: kvicksilver 4x105 Pa  ädelgas 2x104 Pa.

## Framtid
EU har beslutat att förbjuda kvicksilverlampor 2015 på grund av dess låga energieffektivitet jämfört med andra moderna ljuskällor såsom Metall-halogen och LED. Hundratusentals gatlampor ska bytas och det medför stora kostnader men som sedan beräknas sparas in med sänkta energikostnader.. 

## Egenskaper
| Vanliga effekter | 50 W, 80 W, 125 W, 250 W, 400 W |
| Färgtemperatur   | 3000-4200°K                     |
| Medellivslängd   | 12000-24000 h                   |